# Бельская, Ирина Николаевна
Бельская Ирина Николаевна (род. 14 ноября 1958) — советский и украинский астроном, специалист по спектроскопии и поляриметрии малых тел Солнечной системы, руководитель отдела физики астероидов и комет НИИ астрономии Харьковского национального университета, лауреат Государственной премии Украины в области науки и техники (2010).

## Биография

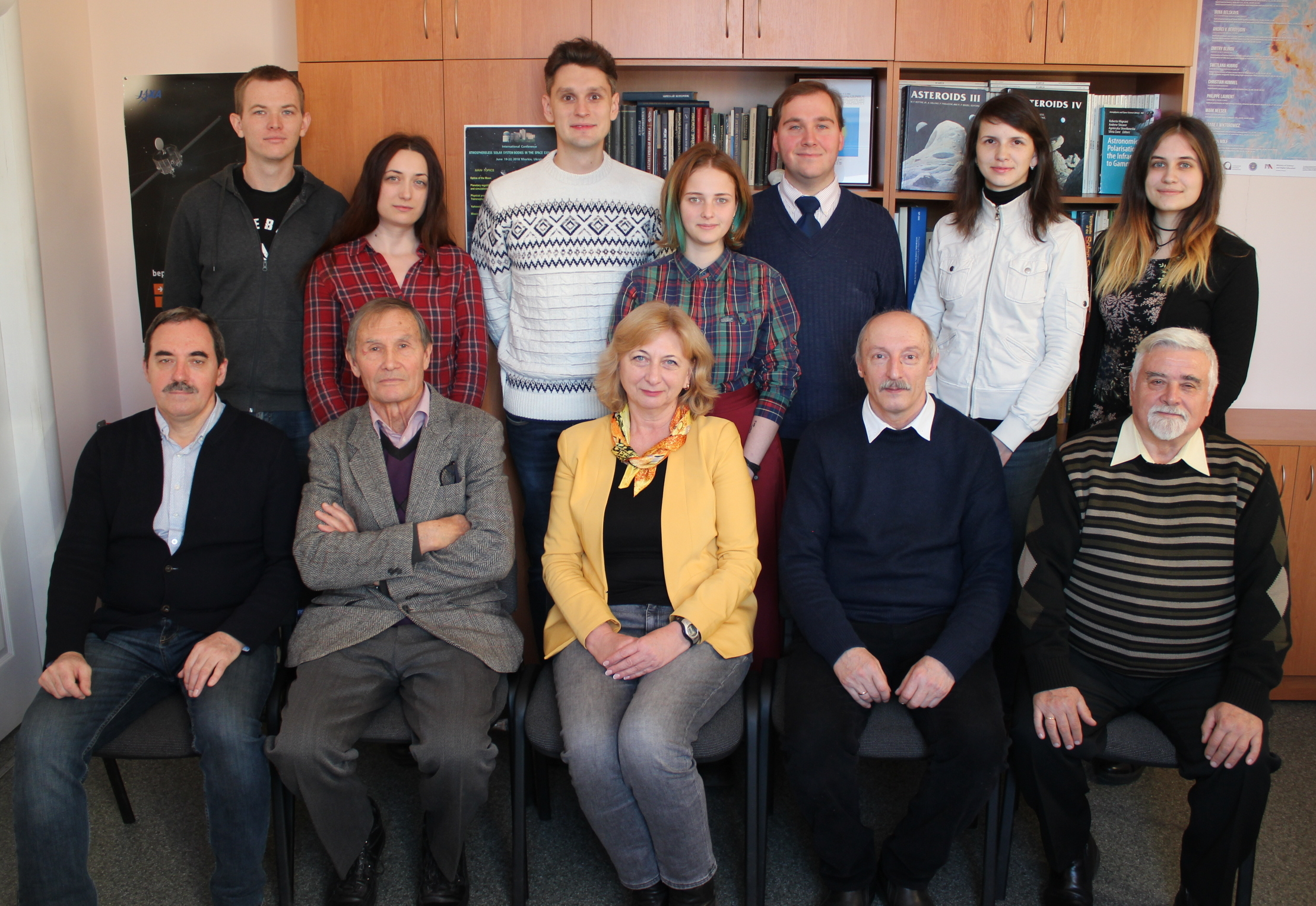
Ирина Бельская (в центре) в окружении сотрудников возглавляемого ею отдела физики астероидов и комет НИИ астрономии ХНУ. Второй слева в первом ряду— Дмитрий Лупишко, научный руководитель Ирины Бельской. Во втором ряду — ученики Ирины Бельской Татьяна Громакина (вторая слева) и Иван Слюсарев (третий справа).

Родилась 14 ноября 1958 в Харьковской области. В 1975 с золотой медалью окончила физико-математическую школу и поступила в Харьковский университет на специальность «Астрономия». 1980 окончила университет с отличием и начала работать в университетской астрономической обсерватории. В 1987 году в Главной астрономической обсерватории защитила кандидатскую диссертацию «Фотометрия и поляриметрия астероидов М-типа».
Работала в Упсальском обсерватории (Швеция, 1992-1993), Парижской обсерватории (Франция, 2002-2004). Получила гранты Американского астрономического общества (1992), ДААД (2000), Европейского космического агентства (2003), Международного института космических наук (2008), стипендию Института Швеции (1992), Международную стипендию Марии Кюри (2009). 2008 защитила докторскую диссертацию «Оптические свойства поверхностей астероидов, кентавров и тел пояса Койпера».
2010 года в коллективе авторов получила Государственную премию Украины в области науки и техники за работу «Развитие теоретических основ, разработка и применение поляриметрических методов и аппаратуры для дистанционного зондирования объектов Солнечной системы наземными и аэрокосмическими средствами».

## Награды и звания
- Государственная премия Украины в области науки и техники (2010)[2].
- Премия Международной академии астронавтики за лучшую базовую научную книгу (2009)[4].
- В честь учёной назван астероид (8786) Бельская. В номинации на наименование отмечено: «Её исследования сосредоточены на вращательных и поверхностных свойствах малых планет главного пояса, в частности, объектов таксономического типа M. Она внесла важный вклад в эту область, совместив фотометрические и поляриметрические наблюдения с оптическими лабораторными измерениями аналогов астероидной вещества»[5].